# Periplaneta spinosostylata
Periplaneta spinosostylata es una especie de cucaracha, un insecto blatodeo de la familia Blattidae.

## Taxonomía
Fue descrito por primera vez en 1902 por Krauss. 